# Martin-pêcheur gracieux
Ceyx lepidus
Espèce
Statut de conservation UICN

 LC  : Préoccupation mineure
Le Martin-pêcheur gracieux (Ceyx lepidus) est une espèce d'oiseau de la famille des Alcedinidae.